# Елиза Ферейра
Елѝза Марѝя да Ко̀ща Гимара̀иш Ферѐйра (на португалски: Elisa Maria da Costa Guimarães Ferreira) е португалски политик от Социалистическата партия.
Родена е на 17 октомври 1955 година в Порту. През 1977 година завършва икономика в Университета на Порту, след което защитава магистратура (1981) и докторат (1985) в Редингския университет в Англия. Работи в държавната администрация, от 1992 година е заместник-председател на работодателска организация. След това е министър на околната среда (1995 – 1999) и министър на планирането (1999 – 2002) в правителството на Антониу Гутериш. През 2004 – 2016 година е евродепутат, а след това – заместник-управител на Португалската банка.
През 2019 година става европейски комисар по сближаване и реформи в Комисията „Фон дер Лайен“.